# Schidax fuligaria
Schidax fuligaria är en fjärilsart som beskrevs av Achille Guenée 1857. Schidax fuligaria ingår i släktet Schidax och familjen Uraniidae. Inga underarter finns listade.